# Лазарев, Алексей Анатольевич
Алексе́й Анато́льевич Ла́зарев (21 апреля 1981) — российский футболист, защитник.

## Карьера
Воспитанник петербургского футбола. Начал заниматься футболом в СДЮШОР «Кировец» под руководством А. А. Дзугурова и С. В. Вараксина. В 1999—2002 годах играл за дублирующую и молодёжные команды «Зенита», за первую команду провёл три матча — 14 октября 2000 в гостевом матче 27 тура чемпионата России против «Крыльев Советов» (1:0) был заменён на 36-й минуте Андреем Аршавиным, 27 октября 2001 в гостевом матче 29 тура против московского «Спартака» (1:3) вышел на замену на 64 минуте, 8 ноября в домашнем матче 28 тура против «Черноморца» на 21 минуте заменил Спивака.
По окончании карьеры работал инкассатором в Банке «ВЕФК».

### Выступал за команды
- 1999—2002 Зенит (Санкт-Петербург)
- 2003—2005 Металлург (Липецк)
- 2006 Петротрест (Санкт-Петербург)
- 2007 Динамо (Санкт-Петербург)

## Достижения
- Бронзовый призёр чемпионата России: 2001.